# Диодот II
Диодот II (др.-греч. Διόδοτος), известный как Теос (Θεός; с др.-греч. — «Божественный»; казнён ок. 225 до н. э., Бактра), — второй независимый эллинистический басилевс Греко-Бактрийского царства. Сын первого царя Диодота I, Диодот II унаследовал от него трон в 236/35 году до н. э. Он отказался от политики отца, направленной на конфронтацию с захватившим Парфию властителем племени парнов Аршаком I, и заключил с ним союз против Селевкидов, оказывая парнам содействие в отражении контрнаступления Селевка II. Был свергнут своим вассалом Евтидемом I, сатрапом Согдианы, основавшим новую династию греко-бактрийских царей.

## Биография
Диодот II был сыном Диодота I, первого греко-бактрийского царя и последнего селевкидского сатрапа Бактрии. По предположению У. Тарна, его матерью была не селевкидская царевна, с которой Диодот I вступил в брак в 246 году до н. э., а предыдущая супруга монарха, поскольку Диодот II был определённо взрослым, когда унаследовал престол. Также у него мог быть брат, Антиох Никатор, гипотетический царь Бактрии, о существовании которого известно лишь из нумизматических данных. Около 250 года до н. э. Диодот I провозгласил независимость. В ходе своего правления он отразил нападение племени парнов во главе с Аршаком I, а когда последние захватили Парфию, вступил с ними в активную конфронтацию, из-за чего возможность открытого конфликта стала весьма высока. Однако в 236/235 году до н. э. Диодот I скоропостижно скончался, и Диодот II наследовал отцу царский престол.
Придя к власти, Диодот II разорвал заключённый его отцом союз с Селевкидами и заключил оборонительный пакт с парнами. Американский историк Н. Овертум привёл несколько возможных причин такой резкой смены внешней политики Греко-Бактрийского царства Диодотом II. Во-первых, в момент прихода к власти Диодот II не обладал влиянием отца, а мирный договор и союз с парнами дали ему возможность удержать власть и укрепить своё политическое положение. Во-вторых, война с Парфией была опасна для самого́ существования Греко-Бактрийского царства. Кроме того, обоим государствам угрожали Селевкиды, которые после окончания гражданской войны готовили военный поход по восстановлению власти в вышедших из-под контроля своих прежних восточных владений. Мир с Греко-Бактрией был выгоден также и Аршаку I, поскольку давал ему время на ассимиляцию своего кочевого племени с парфянами и создание сильного государства. Опасения Аршакидов и Диодота II относительно предстоящей войны с Селевкидами не были безосновательными. После заключения мира с мятежным братом Антиохом Гиераксом Селевк II начал свой восточный поход.
В историографии нет единого мнения о дате начала похода Селевка на Восток: Дройзен, Низе, Массон, Бокщанин, Фарук и др. писали, что он произошёл уже в 238—237 годах, в то время как Тарн, Бикерман, Дибвойз, Альтхайм и др. датировали наступление 232—227 годами до н. э. Ответ на вопрос о точной дате, по словам Н. Овертума, могут дать Вавилонские астрономические дневники, в которых есть записи о борьбе между различными группами в войсках Селевка II. Историк писал, что произошедшие в 235 году восстания в селевкидской армии могли бы быть предтечей вторжения, а в 229 году до н. э. — реакцией на его исход. В то же время последнюю из часто упоминаемых датировок — 232—227 года — историк посчитал излишне поздней и датировал вторжение на Иранское плато 235/34 — 229/28 годами до н. э. Начало этого наступления для греков было удачным. Некоторые авторы (например, польский историк Юзеф Вольский и Джеффри Лернер) писали, что в отражении атаки Аршаку I помог его новый бактрийский союзник, однако из имеющихся источников точно это установить невозможно. Если это действительно было так, то кульминационные моменты войны происходили ближе к парфяно-бактрийской границе, в восточной части Парфии. Продвигаясь всё дальше на восток и следуя за парнами, которые прибегли к тактике «притворного отступления», Селевк II оказался между двумя союзническими странами, и потерпел в этом походе сокрушительное поражение — и даже, возможно, был пленён. Ряд авторов писали, что именно победа над Селевком II привела к формальному признанию независимости Парфии и Бактрии. Согласно Юстину, день победы стал для парфян официально празднуемой датой независимости страны. Однако Селевкиды не признавали за правителями Бактрии царский титул вплоть до осады Бактры Антиохом III в 208—206 годах до н. э., когда селевкидский монарх признал царём Евтидема I. В историографии существует гипотеза, что Селевку удалось нанести парфянам и бактрийцам полное поражение или даже сделать их вассальным государством. Историк Д. В. Бирюков писал, что не исключена вероятность того, что даже наследовавший Диодоту II власть в Греко-Бактрии Евтидем мог быть формальным селевкидским наместником Согдианы, а не вассалом Диодотов. Антиковед А. А. Попов раскритиковал эту гипотезу и отметил, что вероятнее всего Евтидем был ставленником бактрийского монарха.
В середине 220-х годов до н. э. (согласно греческому историку Полибию, около 225 года до н. э.) сатрап Согдианы Евтидем узурпировал трон у Диодота II и казнил царя, а также полностью истребил его семью. Парфяне, имевшие благоприятные отношения с Диодотом, имели все основания не доверять его преемнику, который был «амбициозен и непредсказуем». Союз, имевший явную антиселевкидскую направленность, распался, и отношения между Парфией и Бактрией вновь стали враждебными. По словам Дж. Лернера, за 20 лет с момента вторжения Селевка II до похода Антиоха III на Восток «политическая вражда [между Парфией и Бактрией] достигла того же уровня напряжённости, который был в отношениях между Аршаком I и Диодотом I». Подобного мнения придерживался и римский историк Аммиан Марцеллин, который подчёркивал, что это соперничество было одним из наиболее ожесточённых.

### Гипотеза о Евтидеме — первом царе Греко-Бактрии
Историк Д. В. Бирюков в 1997 году высказал сомнения относительно последовательности и дат правления греко-бактрийских царей. По его мнению, независимость Бактрии между 239 и 228 годами до н. э. провозгласил Евтидем I. Это основано на данных Страбона: «Евтидем и его сторонники, прежде всего, склонили к восстанию Бактриану и всю ближайшую страну» и противоречивой нумизматики. Историк не исключал возможности, что Диодот сыграл важную роль в восстании против власти Селевкидов. Руководителем восстания Д. В. Бирюков считал Евтидема. По его мнению, первоисточники путают Диодота I и Диодота II, когда называют первого главой мятежа, так как именно Диодот II поднял восстание, но практически сразу его власть была узурпирована Евтидемом, сатрапом Согдианы, «получившим более высокие властные полномочия». Впрочем, данных о войне Евтидема против парнов нет. Возможно, Диодот был подвластен Евтидему и не вёл самостоятельной внешней политики. А. А. Попов отметил, что эта гипотеза игнорирует всю сложившуюся литературную традицию и основана на противоречивом тезисе, который легко объясняется и без предположения о том, что Евтидем является первым царём Греко-Бактрии — поскольку именно он был тем человеком, чей царский титул был впервые признан Селевкидами.

## Монеты

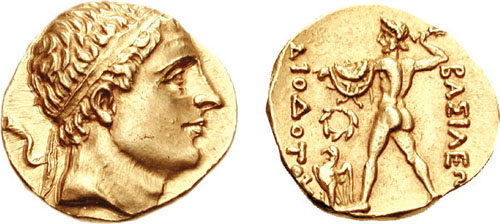
Золотой статер Диодота II. На реверсе изображён Зевс Бреметский с эгидой на левой руке и греческой надписью ΒΑΣΙΛΕΩΣ ΔΙΟΔΟΤΟΥ

Вопрос организации чеканки в Бактрии является одним из наиболее сложных в исследовании нумизматики эпохи эллинизма. При Диодоте II, как и при его отце, чеканились в основном монеты из золота и серебра — статеры, тетрадрахмы, драхмы и гемидрахмы. Они известны с XIX века. Монеты Диодота II и Диодота I почти идентичны, а всего их на 1999 год известно около пятисот, хотя в середине XVIII века было известно только три таких монеты. Между монетами разных видов существует большая связь и значительные общие детали, что говорит о том, что в годы правления Диодота была хорошо организована их чеканка, которая происходила в Бактре или ай-Хануме. К концу правления её масштабы значительно увеличились, а портрет Диодота на монетах стал выглядеть более идеализированно. По предположению историка Ф. Холта, это могло быть связано с необходимостью платить больше золота солдатам в ходе войны против Евтидема и необходимостью подчеркнуть большую легитимность наследника Диодота I, а не мятежного сатрапа.
На аверсе каждой из отчеканенных в годы правления Диодотидов серебряных и золотых монет изображено одно лицо мужчины в диадеме — головном уборе, состоявшем из полосы ткани, обёрнутой вокруг головы, и двух других полос, свисавших вниз по бокам, — типичном элементе эллинистической власти на территории, подвластной диадохам и их преемникам. Массон и Ромодин писали, что на монетах, вероятно, отображён Диодот I, а его сын лишь продолжал выпуск золотых и серебряных монет отца. Обычно эти изображения считаются весьма чёткими портретами царей Греко-Бактрии, однако различия между портретами Диодотов, Антиоха II и другими весьма субъективны, в связи с чем такое мнение может быть ошибочным. На реверсе подобных монет присутствует изображение Зевса, покровителя Диодотидов и царя лично, а также различные символы, включая венки, пиктограммы и монограммы из разных букв. Возможно, они представляют знаки монетчиков или знаки монетного двора, которые использовали для контроля качества изготовления и веса монет. В качестве легенды же использовались титул и имя монарха «ΒΑΣΙΛΕΩΣ ΔΙΟΔΟΤΟΥ», что означало окончательную независимость царства. Эта монетная чеканка, зародившись из монет селевкидских монархов, оставалась неизменной вплоть до конца правления Диодота II.

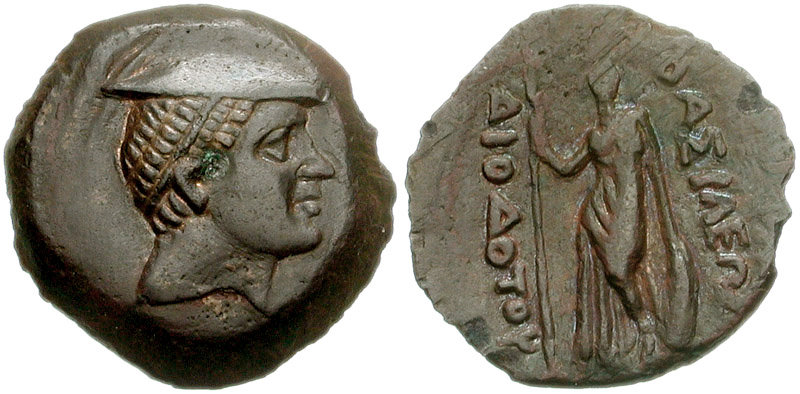
Бронзовая монета Диодота II

При Диодоте II также чеканились монеты из бронзы. Они отличаются от предыдущих, поскольку на них нет портретов, что затрудняет их идентификацию. На некоторых начертано имя Диодота, на других — Антиоха. Отдельно от других их нельзя приписать тому или иному правителю, однако, согласно Ф. Холту, в совокупности с признаками, по которым идентифицируются серебряные и золотые, можно сделать вывод, что вся бронзовая чеканка с именем «Диодот» происходила только при сыне. Историк отметил при этом, что уверенности в этом нет. На реверсе более поздних монет присутствует изображение Афины со шлемом, копьём и щитом, а на более ранних — изображение Зевса с лавровым венком на аверсе и Артемиды, бегущей с длинным факелом, на реверсе. При этом на самых ранних монетах присутствует собака, которая отправляется на охоту, однако в дальнейшем от неё отказались в пользу изображения звезды. Известна также монета, идентифицируемая как ошибка монетного двора, на которой вместо портрета Зевса имеется небрежный портрет человека.
Кроме того, цари Греко-Бактрии Агафокл и Антимах I чеканили памятные монеты с изображениями своих предшественников — Александра Македонского, Антиоха II, Диодота I и Диодота II, Евтидема I, Деметрия I Аникета и Панталеона Сотера. Именно благодаря этим монетам известна эпиклеса Диодота II — Теос (с др.-греч. — «Божественный»).